# Eduard Vilde

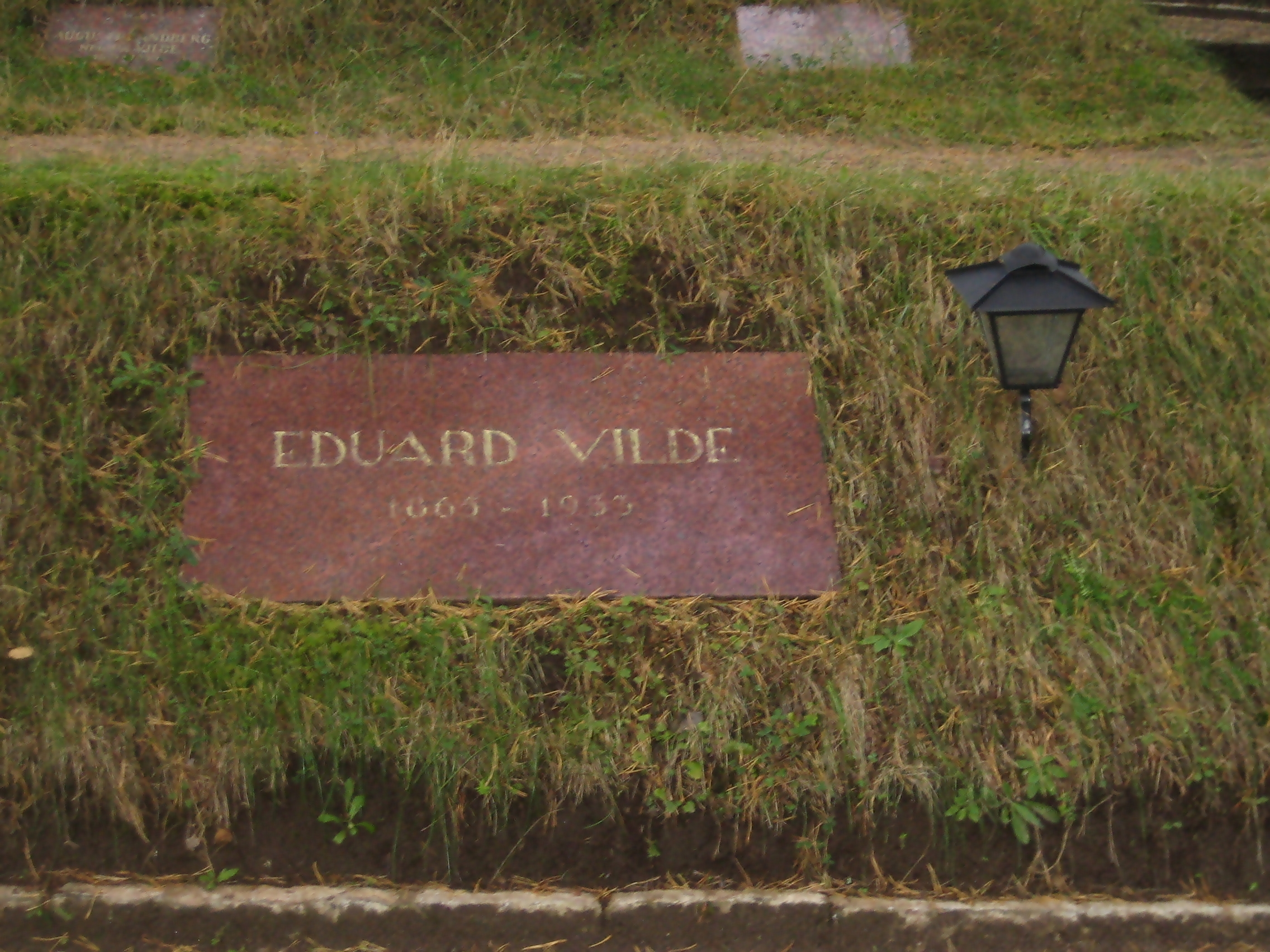

Eduard Vilde (ur. 4 marca 1865, zm. 26 grudnia 1933 w Tallinnie) – estoński rewolucyjny demokrata i pisarz będący przedstawicielem realizmu.

## Poglądy
W pracach swych Vilde krytykował ustrój kapitalistyczny, nawoływał do rozwijania realistycznej sztuki, aby „poznać i przekazać wiedzę tym, których dusze szukają prawdy”. Podobnie jak wielu innych rewolucyjnych demokratów, Vilde ulegał wpływom idei marksizmu, ale nie został marksistą.

## Twórczość
- 1886 – Musta mantliga mees
- 1888 – Kuhu päike ei paista
- 1888 – Kõtistamise kõrred
- 1894 – Linda’ aktsiad
- 1896 – Külmale maale (pol. wyd. pt. W posępnej krainie, tłum. Piotr Sobolewski, Warszawa 1952)
- 1898 – Raudsed käed
- 1902 – Mahtra sõda
- 1903 – Kui Anija mehed Tallinnas käisid
- 1905-1908 – Prohvet Maltsvet
- 1913 – Jutustused
- 1912 – Tabamata ime
- 1913 – Pisuhänd
- 1922 – Side